# José-María de Heredia

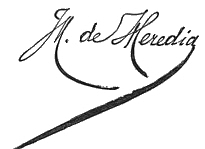

José-María de Heredia, właśc. José-María de Hérédia Girard (ur. 22 listopada 1842, zm. 3 października 1905) – francuski poeta.
Urodził się na Kubie, w miejscowości La Fortuna niedaleko Santiago de Cuba. Ojciec, bogaty plantator kawy, był Kubańczykiem, matka Francuzką. Skazany na dożywotnie wygnanie za działalność niepodległościową przeniósł się do Francji. W roku 1893 otrzymał obywatelstwo francuskie. Studiował w paryskiej École nationale des chartes. W latach 60. związał się z poetami skupionymi wokół Leconte'a de Lisle'a.
Pierwsze wiersze wydał we Francji w roku 1862. Przez lata jego wiersze znane były tylko z odpisów. Dopiero w 1893 Heredia opublikował perfekcyjny pod względem formalnym cykl 118 sonetów Les Trophées (Trofea), który uznano za wzorcowe osiągnięcie parnasistów. W 1894 mimo skromnego objętościowo dorobku literackiego został wybrany na członka Akademii Francuskiej na miejsce historyka i krytyka literackiego Charles'a de Mazade'a (fotel 4).
Pisarstwo Heredii inspirowane było symbolicznym malarstwem Gustave'a Moreau, któremu dedykował wiele swoich wierszy. Styl poety odznaczał się cechami typowymi dla parnasizmu i symbolizmu: licznymi odwołaniami do wzorów i motywów antycznych oraz harmonijną formą. Walerij Briusow nazwał Heredię najniezwyklejszym uczniem Leconte'a de Lisle'a uznawanego za wzorowego parnasistę.
Na język polski sonety Heredii tłumaczyli między innymi Zenon Przesmycki, Bronisława Ostrowska i Krzysztof Kamil Baczyński.

## Upamiętnienie
Jego imieniem nazwano ulicę w 7. dzielnicy Paryża (Rue José-Maria-de-Heredia).